# Ґодашевиці
Ґодашевиці (пол. Godaszewice) — село в Польщі, у гміні Томашув-Мазовецький Томашовського повіту Лодзинського воєводства.
Населення — 205 осіб (2011).
У 1975—1998 роках село належало до Пйотрковського воєводства.

## Демографія
Демографічна структура станом на 31 березня 2011 року:
|          | Загалом | Допрацездатний вік | Працездатний вік | Постпрацездатний вік |
| -------- | ------- | ------------------ | ---------------- | -------------------- |
| Чоловіки | 101     | 34                 | 57               | 10                   |
| Жінки    | 104     | 24                 | 57               | 23                   |
| Разом    | 205     | 58                 | 114              | 33                   |